# Ophiorrhiza wenshanensis
Ophiorrhiza wenshanensis är en måreväxtart som beskrevs av Hsien Shui Lo. Ophiorrhiza wenshanensis ingår i släktet Ophiorrhiza och familjen måreväxter. Inga underarter finns listade i Catalogue of Life.